# Quinto Petilio Spurino
Quinto Petilio Spurino (latino Quintus Petilius Spurinus) (... – 176 a.C.) è stato un politico della Repubblica romano.

## Biografia
Nel 181 a.C. era pretore urbano e gli fu affidato il compito di arruolare truppe.
Fu eletto console nel 176 a.C. con Gneo Cornelio Scipione Ispallo; morì quello stesso anno combattendo contro i Liguri Montani  o Verabolensi , tra il monte Balista e il monte Letum, nell'attuale comune di Carpineti ( RE ) .